# Valeh Muslumov
Valeh Muslumov (en azerí: Müslümov Valeh Əlizaid oğlu) — Héroe Nacional de Azerbaiyán, combatiente de la Guerra del Alto Karabaj.

## Vida
Muslumov Valeh Alizaid oglu nació en el distrito de Lerik el 2 de septiembre de 1968. En 1983 se graduó en la escuela secundaria N.º 2 en Lerik e ingresó a la escuela vocacional N.º 17 en Sumgayit en la especialidad de carpintero. Durante un tiempo trabajó en la unidad móvil mecanizada en el departamento de construcción. En 1986 fue reclutado en el ejército y en 1988 fue desmovilizado, regresó a Sumgayit.

### Familia
Estaba soltero.

## Participación en las batallas
En agosto de 1991 empezó a servir en las Fuerzas de Misión Especial del Ministerio del Interior. Participó en varias batallas: en Shusha, Tovuz y Gubadli. El 14 de abril de 1992 Valeh Muslumov fue herido en una batalla desigual con el ejército armenio en la aldea de Margushevan. No fue posible salvar su vida, porque se desangró.

## Héroe Nacional
Por decreto del Presidente de la República de Azerbaiyán N.º 831 del 6 de junio de 1992, Muslumov Valeh Alizaid oglu recibió el título de “Héroe Nacional de Azerbaiyán” a título póstumo.
- 1992 —  Héroe Nacional de Azerbaiyán

Fue enterrado en el distrito de Lerik. Fue abierto un museo en memoria de este Héroe Nacional en la escuela secundaria N.º 2 del distrito de Lerik.